# Irene Ghobrial
Irene Ghobrial es una médica estadounidense-egipcia que es profesora en el Instituto del Cáncer Dana-Farber y en la Escuela de Medicina de Harvard, donde investiga la progresión del mieloma múltiple. Está interesada en saber por qué ciertos pacientes con gammapatía monoclonal de significado indeterminado (GMSI) y mieloma múltiple latente desarrollan neoplasias malignas de  células B. Lidera el equipo de mieloma múltiple Stand Up to Cancer.

## Trayectoria
Ghobrial nació en Egipto y estudió medicina en la Universidad de El Cairo. Después de graduarse, se mudó a Detroit, donde completó su formación especializada en la Universidad Estatal de Wayne.   Ella ha dicho que experimentó desafíos considerables como inmigrante, pero finalmente completó su formación interna. En 2000, se trasladó a la Clínica Mayo, donde trabajó con Karen Hedin y Robert A. Kyle en hematología y oncología.
Ghobrial es una experta en mieloma múltiple, cáncer de las células plasmáticas. El mieloma es una afección poco común que afecta de manera desproporcionada a los afroamericanos, a menudo a una edad temprana. Ghobrial estudia cómo el mieloma múltiple utiliza la diseminación celular y la metástasis celular, y busca identificar señales de advertencia que permitan un tratamiento más temprano.  Ella cree que estos tratamientos pueden comenzar tan pronto como durante el mieloma latente, una condición precancerosa que ocurre cuando el sistema inmunológico es fuerte y la carga tumoral es baja.
En 2011, Ghobrial fue elegida miembro de la Sociedad Estadounidense de Investigación Clínica.  En 2018, Stand Up to Cancer le concedió 10 millones de dólares para formar un equipo especializado en Mieloma Múltiple, que busca comprender los precursores que indican un riesgo de desarrollar mieloma. Dirige el ensayo clínico PROMISE (Predicción de la progresión del desarrollo de mieloma en una población de detección de alto riesgo), que creó una cohorte para identificar personas con una alta probabilidad de desarrollar mieloma múltiple.  Su investigación utiliza espectrometría de masas para detectar gammapatías monoclonales (proteínas anormales que se encuentran en la sangre) y reveló que el 13% de su cohorte de pacientes tenía GMSI.  Su investigación demostró que las personas de raza negra tenían muchas más probabilidades de tener GMSI de lo que se esperaba anteriormente. 
Ghobrial trabajó con químicos del Instituto de Tecnología de Massachusetts para diseñar estrategias basadas en nanopartículas para terapias dirigidas contra el cáncer, que promueven la acumulación de medicamentos en los sitios de los tumores y reducen los efectos secundarios tóxicos.  
En 2022, Ghobrial recibió el premio William Dameshek.

## Publicaciones (selección)
- Irene M Ghobrial; Thomas E Witzig; Alex A Adjei (1 May 2005). "Targeting apoptosis pathways in cancer therapy". CA. 55 (3): 178–194. doi:10.3322/CANJCLIN.55.3.178. ISSN 0007-9235. PMID 15890640. Wikidata Q81742188.
- Thomas E Witzig; Susan M Geyer; Irene Ghobrial; et al. (27 June 2005). "Phase II trial of single-agent temsirolimus (CCI-779) for relapsed mantle cell lymphoma". Journal of Clinical Oncology. 23 (23): 5347–5356. doi:10.1200/JCO.2005.13.466. ISSN 0732-183X. PMID 15983389. Wikidata Q33366976.
- Aldo M. Roccaro; Antonio Sacco; Patricia Maiso; et al. (1 April 2013). "BM mesenchymal stromal cell-derived exosomes facilitate multiple myeloma progression". Journal of Clinical Investigation. 123 (4): 1542–1555. doi:10.1172/JCI66517. ISSN 0021-9738. PMC 3613927. PMID 23454749. Wikidata Q36733492.

## Vida personal
Ghobrial dedica su tiempo libre a recaudar dinero para organizaciones benéficas contra el cáncer. Ha escalado el monte Kilimanjaro y ha corrido una maratón para recaudar fondos para la investigación de la leucemia y el linfoma.